# 凯万·西罗

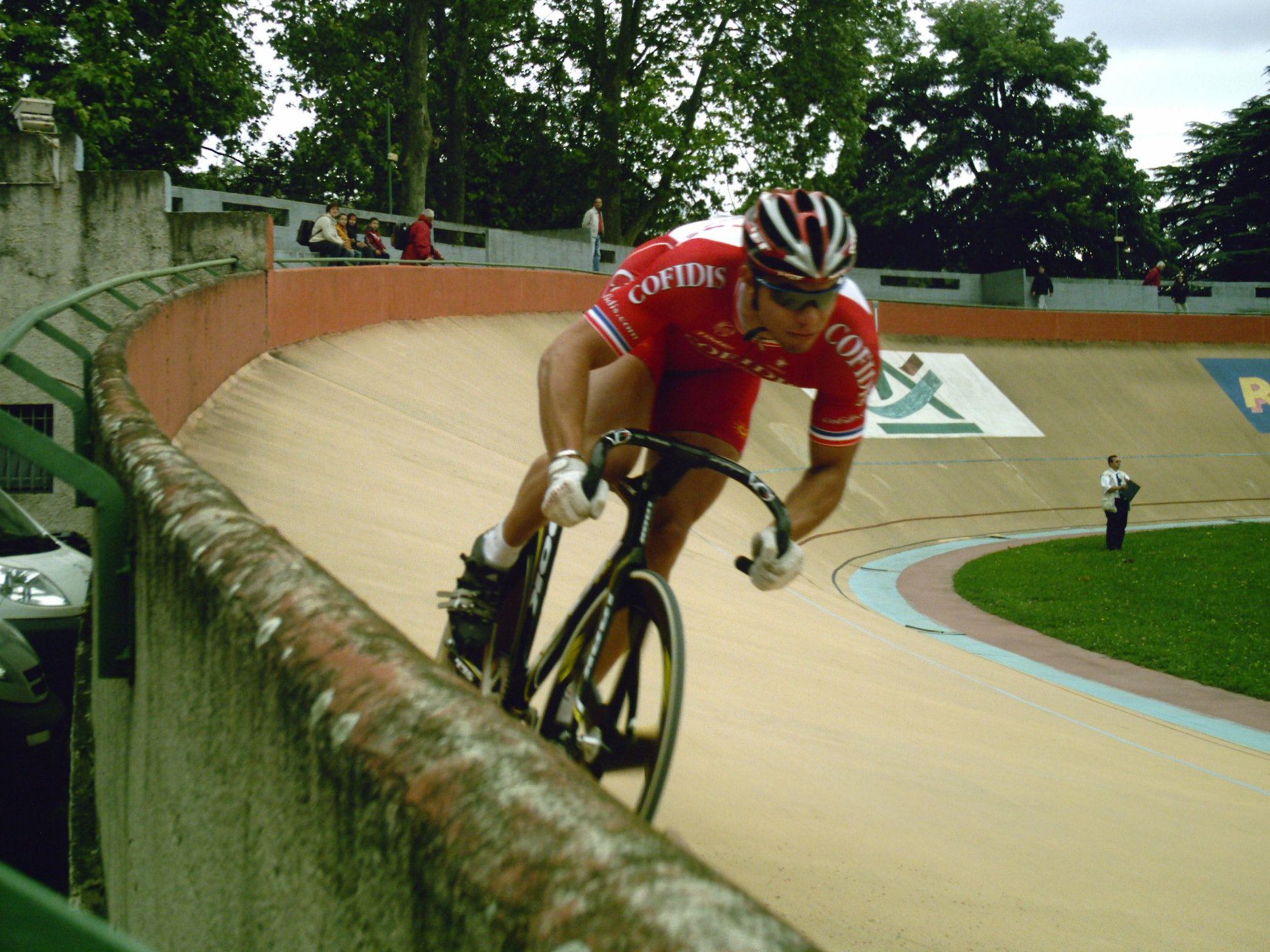
凯万·西罗

凯万·西罗（法語：Kévin Sireau，1987年4月18日—），生于沙托鲁，法国男子自行车运动员。他曾参加2008年和2012年两届夏季奥林匹克运动会，两届奥运各摘得一枚银牌。